# Corrosion atmosphérique
La corrosion atmosphérique est de la corrosion générée
par l'atmosphère et ses conditions, à des températures naturelles
(à ne pas confondre avec la corrosion par l'atmosphère à haute température).
Une des spécificités de cette action est le changement des conditions :
selon la météorologie, les saisons... l'objet est soumis
à diverses températures, taux d'humidité...
Les essais en laboratoire s'attachent donc en général à reproduire
ces changements climatiques avec des cycles (alternance chaud-froid, humide-sec...), dans des chambres climatiques.
Un des paramètres essentiels est le taux de salinité.
Le sel peut provenir de la mer, notamment en milieu littoral,
ou bien du salage des routes en hiver.
Pour tester cette résistance, on effectue des tests dits de brouillard salin.
La pollution peut également jouer un rôle important ;
notamment, les rejets de dioxyde de soufre génèrent des pluies acides,
qui peuvent attaquer les objets.

## Corrosion des métaux

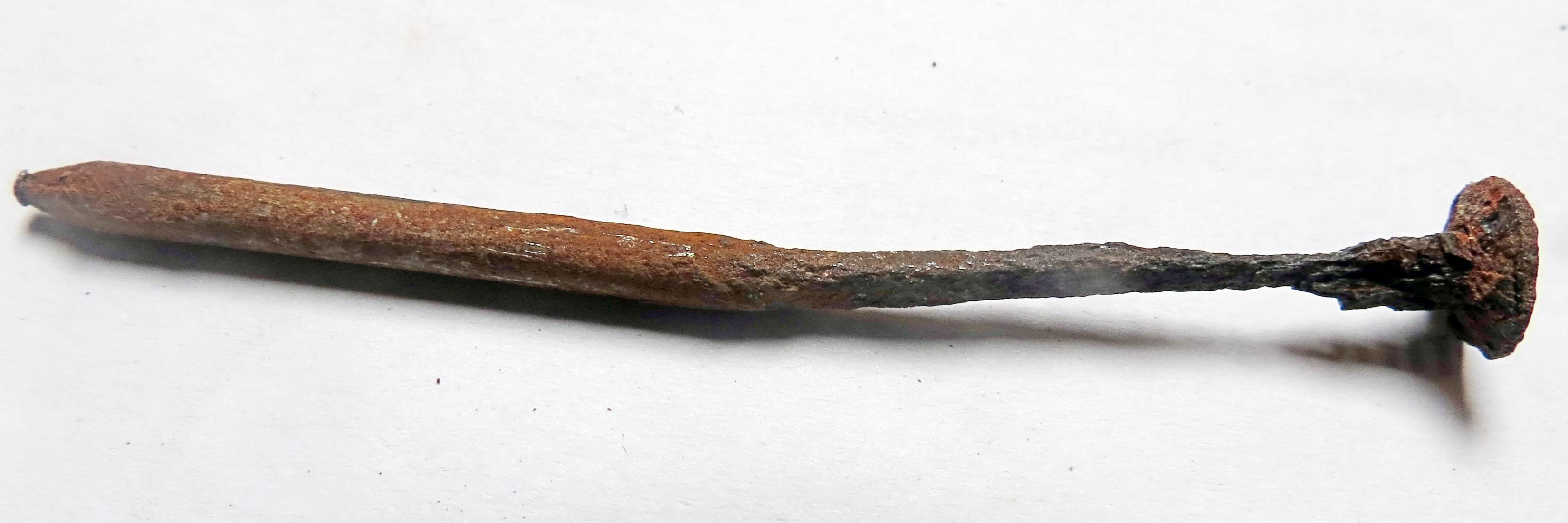
Corrosion atmosphérique d'un clou exposé à l'humidité (noter la plus forte dégradation de la zone de tête, plus sévèrement exposée, par rapport à la zone de la pointe)

La corrosion atmosphérique des métaux est similaire à la corrosion aqueuse.
Elle résulte de l'action du dioxygène de l'air,
et éventuellement de l'eau (condensation de l'humidité, pluie, projections), jointe à d'autres agents corrosifs tels que les vapeurs ammoniacales dans le cas de la crique saisonnière.

## Corrosion des polymères et de la peinture
La peinture est un revêtement polymère chargé entre autres d'isoler l'objet de l'atmosphère. Ce revêtement est lui-même soumis à une dégradation, qui altère ses qualités esthétiques et protectrices. De manière générale, les polymères (plastiques) se dégradent sous l'action de l'environnement. Selon les cas, on tente d'augmenter la résistance à cette dégradation (solidité des couleurs, protection des objets), ou au contraire de l'accélérer pour des raisons environnementales (cas des sacs plastiques de supermarchés).
Les trois principaux facteurs de dégradation sont :
- la lumière, et notamment les ultra-violets ; c'est une raison d'interdire que les flashes photographiques sur les œuvres d'art (tapisseries, peintures), en plus de la gêne qu'ils causent aux visiteurs ;
- l'humidité ;
- la chaleur.

Les photons ultraviolets, du fait de leur énergie, peuvent amorcer des réactions chimiques se traduisant par la rupture de liaisons dans la chaîne polymérique.
Dans les espaces fermés des musées et galleries, l'atmosphère contient plus de composés nocifs, notamment hydrogène sulfuré et aérosols, qui accélèrent la dégradation des peintures.

## Corrosion de la pierre et des bétons

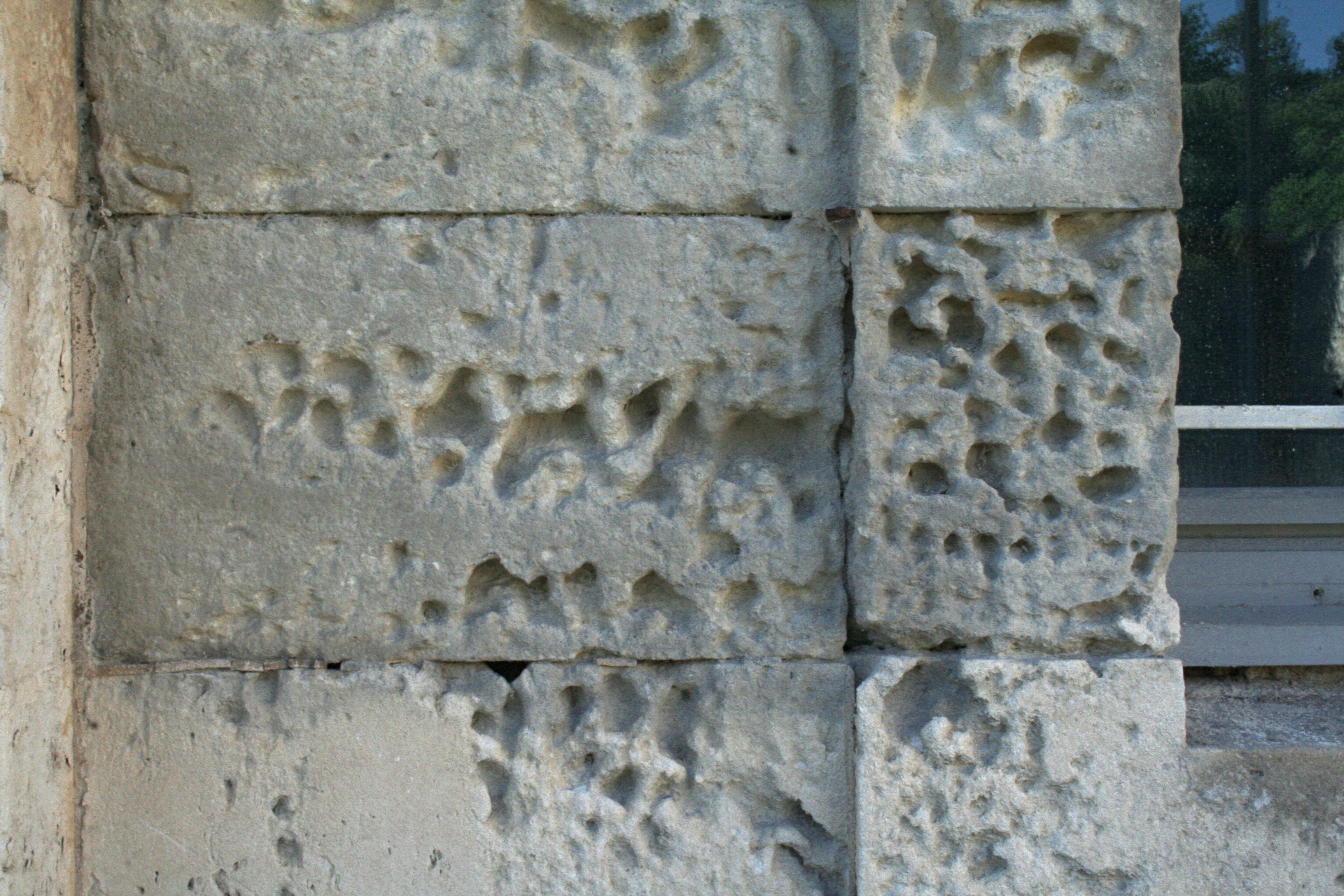
Alvéolisation du calcaire, Viviers

Le principal facteur de la corrosion de la pierre, des bétons,
et des matériaux poreux en général,
est le sel.
Lorsqu'il pleut, l'eau pénètre dans les pores,
introduisant le sel dissout.
Lors du séchage, le sel cristallise et provoque un éclatement,
semblable à l'effet du gel.

## Corrosion du papier
La conservation du papier est un problème important
dans l'archivage et l'histoire
(conservation du patrimoine historique).
Les facteurs principaux intervenant dans cette dégradation sont l'humidité et l'attaque des acides contenus dans le papier :
ainsi si l'atmosphère est trop humide des moisissures peuvent se développer, de même avec l'action du temps les acides résiduels du procédé de fabrication du papier, et plus particulièrement du "collage" de celui-ci qui était réalisé en milieu acide (sulfate d'alumine) le plus généralement jusqu'au début des années 80, dégradent les fibres de cellulose. Les papiers récents produits avec des procédés de collage en milieu "neutre" et au moyen de cellulose pures ont des permanences améliorées.
L'action des micro-organismes (biodétérioration : moisissures, bactéries) est primordial, et la conservation sur le long terme nécessite des mesures de désinfection et de désacidification.
La qualité de l'encre intervient également :
certaines encres contiennent des ions métalliques,
comme les encres ferrogalliques.
Ces ions provoquent des réactions chimiques conduisant
à la rupture des chaînes cellulosique,
et donc à la destruction du papier autour du tracé.

#### Dégradation du papier
- Étude de la dégradation du papier par les encres ferrogalliques, C. Rémazeilles, thèse de l'Université de La Rochelle, Laboratoire d'étude des matériaux en milieux agressifs (Lemma)
- Centre de recherche sur la conservation des documents graphiques (CRCDG)
- Recherche en conservation, Bibliothèque nationale de France
- Comité scientifique « analyse, conservation et restauration des biens culturels », ministère de la Culture
  - Compte-rendu du 23 novembre 2001 (fichier PDF, 16p, 55 kibi), Comité ministériel de la recherche
- La route du papier
- Les techniques traditionnelles de restauration: une etude RAMP, Unesco
- Comment prendre soin des œuvres sur papier, ministère du Patrimoine canadien
- Règles pour la restauration et la reliure des documents d'archives, Direction des archives de France
- Working Group Graphic Documents, Comité pour la Conservation du Conseil International des Musées (ICOM-CC)